# 13740 Lastrucci
13740 Lastrucci è un asteroide della fascia principale. Scoperto nel 1998, presenta un'orbita caratterizzata da un semiasse maggiore pari a 2,5460232 UA e da un'eccentricità di 0,2711926, inclinata di 6,09926° rispetto all'eclittica.